# Liánovcotvaré

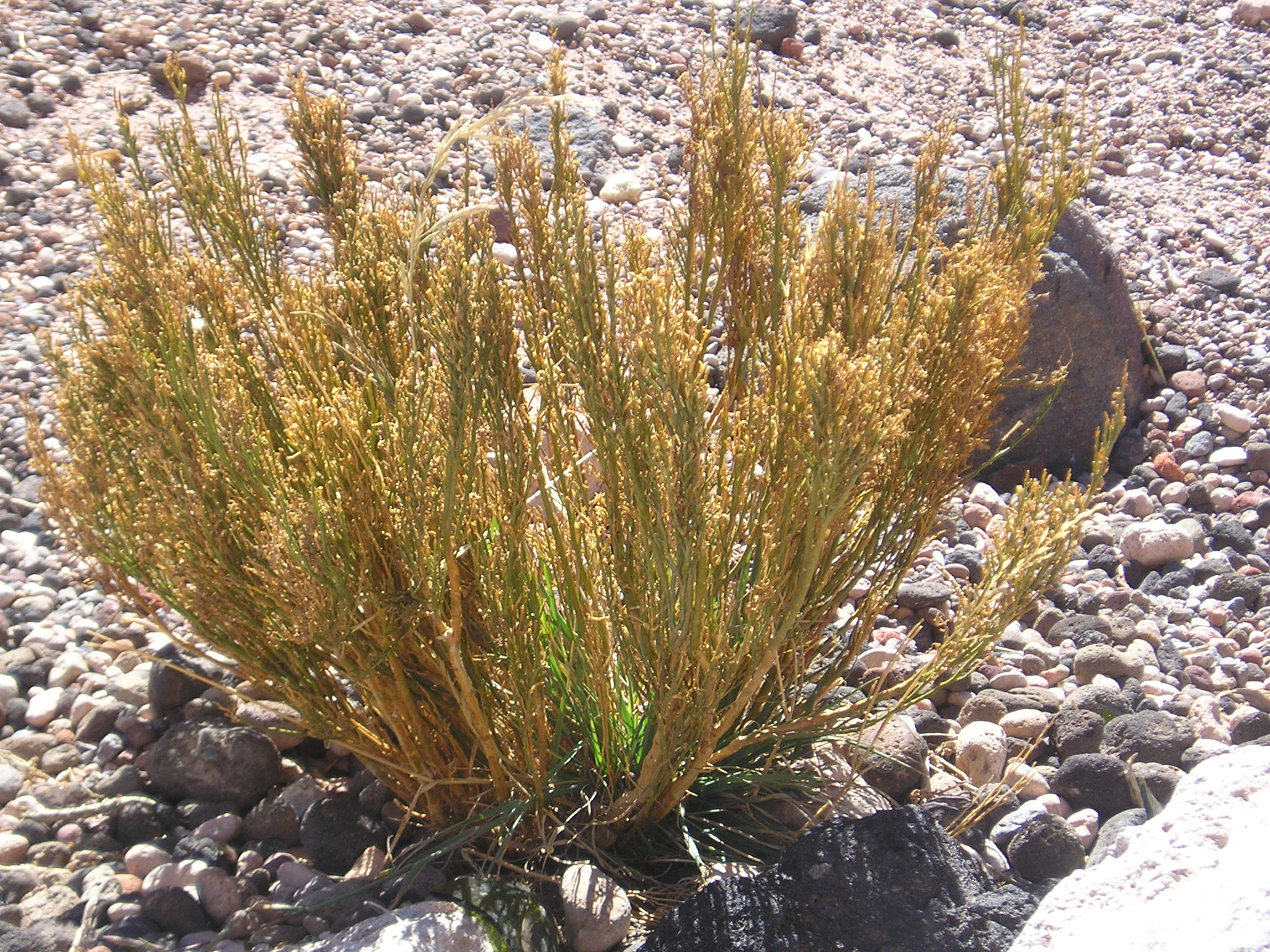
Chvojník americký (Ephedra americana)

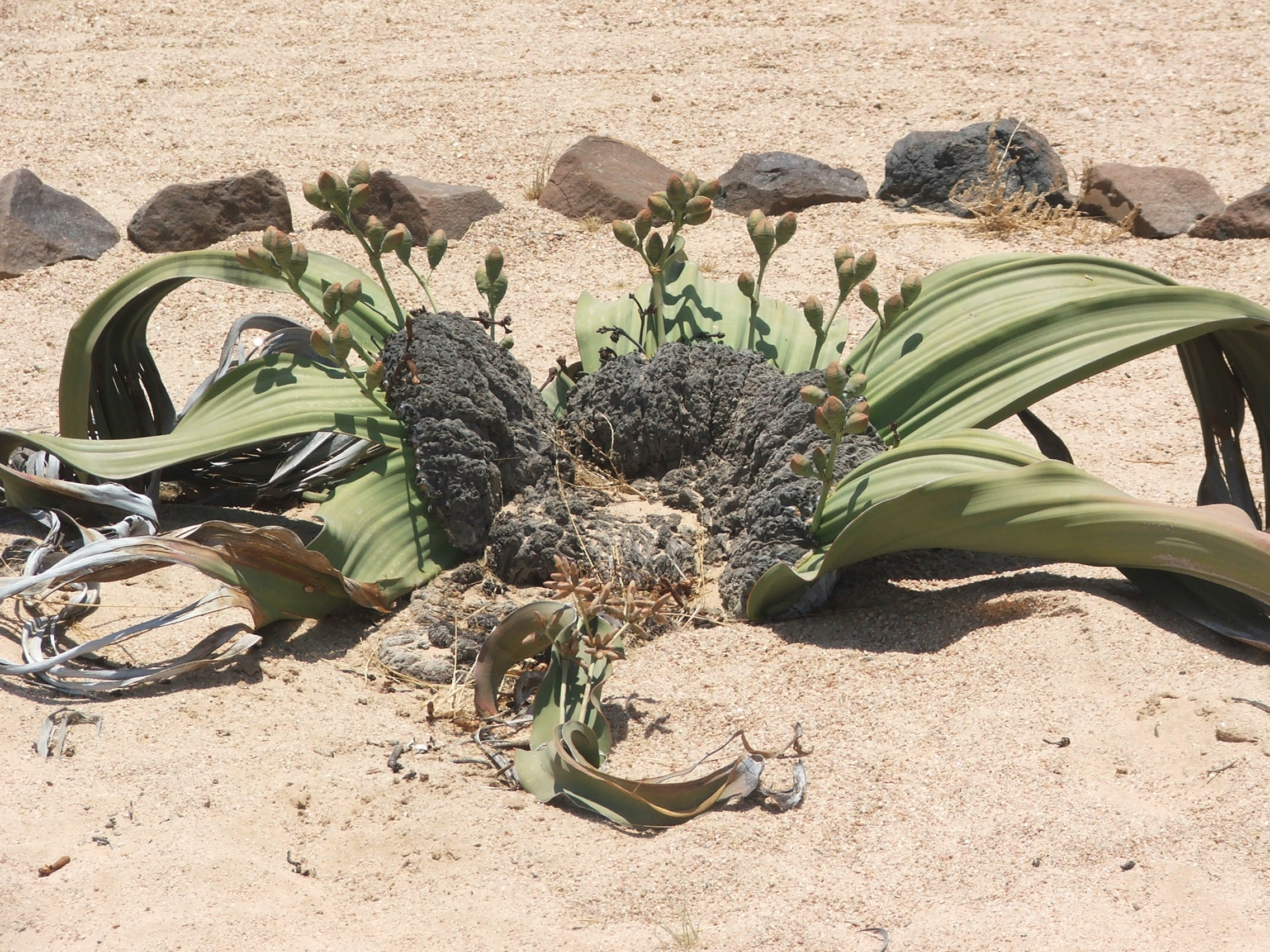
Samičí šištice welwitschie podivné (Welwitschia mirabilis)

Liánovcotvaré (Gnetales), dříve liánovce, je řád z třídy jehličnanů. Je to nestejnorodá skupina rostlin, také nazývaných obalosemenné, rozdělená do tří izolovaných čeledí nahosemenných rostlin. V návaznosti na taxonomický systém APG III bylo oddělení liánovce poníženo na podtřídu Gnetidae a po průkazu jejich příslušnosti mezi jehličnany transformováno do řádu liánovcotvaré.

## Historie evoluce
Podle statigrafických nálezů byla tato skupina, vzniklá již v období karbonu v prvohorách, nejvíce rozšířena v křídě v druhohorách a vyskytovala se tehdy kosmopolitně. Do období druhohor se datuje vznik krytosemenných rostlin.

## Vývoj klasifikace
Fylogenetická klasifikace vyšších rostlin (cévnatých rostlin), založena primárně na morfologických a dále anatomických, karyologických (studium buněčných jader) a palynologických (studium pylů a spor) znacích, zařadila popisovanou skupinu rostlin jako samostatné oddělení obalosemenné (Gnetophyta). Oddělení se dělilo na tři třídy (liánovce, chvojníky, welwitschie), každá třída měla jeden řád, každý řád měl jednu čeleď a ta měla jediný rod.
Molekulárně biologickými fylogenetickými studiemi genových sekvencí určitých úseků DNA nebo RNA bylo prokázáno, že tato skupina přirozeně patří do nahosemenných, pravděpodobně do blízkosti jehličnanů. Prosazováním taxonomického systému založeného na kladistickém, monofyletickém pojetí tak skupina ztratila nárok být samostatným oddělením. Je nyní zařazena do jediného řádu liánovcotvaré s čeleděmi liánovcovité, chvojníkovité a welwitschiovité.
Přesné zařazení dosud není jednoznačné, studie se liší. Řádu liánovcotvaré je nejvíce příbuzný řád borovicotvaré, dokonce je možné i sloučení do jednoho řádu. Novější analýzy naznačují příbuznost s čeledí cypřišovitých nebo odvětvení této skupiny (ponížené na čeleď) jako druhé větve borovicotvarých hned po borovicovitých.

## Rozšíření
Každá čeleď má své recentní rody rozšířené v jiném zeměpisném areálu:
- liánovcovité – tropické oblasti – sever Jižní Ameriky a jih Střední Ameriky, v Africe povodí řeky Kongo a přilehlé západní pobřeží, v Asii hlavně jihovýchodní oblasti, Indočína a Filipíny
- chvojníkovité – aridní oblasti – v Severní Americe hraniční oblasti mezi USA a Mexika, v Jižní Americe západní strana And téměř v celé délce, v Evropě hlavně na jihu (vzácně i na jižním Slovensku), v Africe pobřežní oblasti okolo Středozemního a Rudého moře, v Asii od Arabského poloostrova až do střední Číny.
- welwitschiovité – jediné místo – Namibská poušť v Namibii v Jižní Africe.

## Popis
Liánovcotvaré mají některé zvláštnosti, které je fylogeneticky odlišují od nahosemenných rostlin, např. mají útvary zčásti podobné květům, náznak dvojího oplození i přítomnost cév ve dřevní a primitivních průvodních buněk sítkovic v lýkové části cévních svazků.
U celého řádu jsou vyvinuty na bázi „květů“ nenápadné integumenty (vaječné obaly) považovány za listence, které připomínají primitivní okvětí. Samičí „květy“ obsahují jediné vajíčko s jedním nebo dvěma obaly. Společným znakem je trubičkovitě protažený integument, který vzhledem připomíná čnělku krytosemenných rostlin. V době pylení (uvolňování pylu) se na jeho konci vytváří polinační kapka usnadňující pronikání pylového zrna do pylové komory vajíčka. Je zde náznak dvojího oplodnění, obě neobrvené spermatické buňky se účastní oplození, nedojde však k němu.
V porovnání s ostatními nahosemennými rostlinami je samičí gametofyt zřetelněji potlačen. Vyjma chvojníkovitých se v gametofytu již nevytváří zárodečníky a vzniká primitivní zárodečný vak. Oplození nastává poměrně brzy po opylení, cca za 24 hodin, kdežto u některých nahosemenných rostlin zhruba až za rok. Samčí „květy“ jsou tvořeny jedinou nebo několika tyčinkami, které mají zpravidla více skupin prašných váčků.
Liánovcovité jsou převážně liány nebo malé stromky s velkými plochými listy. Samičí květy jsou uspořádány nad sebou do „klasů“ a samčí jsou „jehnědy“, semena s dužnatým obalem jsou poživatelná.
Chvojníkovité jsou silně větvené prutovité rostliny s malými nebo chybějícími listy,které jsou nahrazeny zelenými fotosyntetizujícími stonky, samčí i samičí šištice jsou uspořádány do přeslenů, plody jsou žluté až červené bobule obsahující alkaloid efedrin.
Welwitschiovité jsou rostliny (dřeviny) s tlustým a dlouhým kůlovitým kořenem a dvěma listy, které na bázi stále dorůstají a na konci odumírají. Oplozené vajíčko se po dozrání promění v křídlaté semínko, samičí strobilus v plodní šišku.

## Taxonomie
Hierarchie řádu liánovcotvaré (Gnetales) je následující:
- čeleď liánovcovité (Gnetaceae) Lindley, 1834
  - rod liánovec (Gnetum) Linnaeus, 1767 – 30 druhů,
- čeleď chvojníkovité (Ephedraceae) Dumortier, 1829
  - rod chvojník (Ephedra) Linnaeus, 1753 – 65 druhů
- čeleď welwitschiovité (Welwitschiacea) Markgraf, 1926
  - rod welwitschie (Welwitschia) Hooker, 1862 – 1 druh